# Pemmikan
Pemmikan (uttal: /'pemikan/) är en köttkonserv, ursprungligen från den nordamerikanska ursprungsbefolkningen. Den består av kött som torkats och pressats samman tillsammans med fett. Pemmikan har även fungerat som proviant vid polarexpeditioner.

## Innehåll och historisk användning
Den nordamerikanska ursprungsbefolkningens pemmikan bestod av en mald blandning av lufttorkat och saltat buffelkött blandat med buffelfett. Ingredienserna bakades ihop till en limpa som sedan åter fick torka. Den färdiga pemmikanen kunde lagras länge och vid behov blandas med vatten till gröt, eller stekas i skivor likt blodpudding. Pemmikans värde bestod i dess höga näringsinnehåll med både protein och fett, och kunde i sin torkade form förvaras lång tid samt transporteras långa sträckor på grund av sin låga vikt. 
Pemmikan var en viktig källa till näring för indianerna i Nordamerika. Den var den huvudsakliga födan för de kanadensiska bäverpälsbolagens anställda kanotister som transporterade råvaror och jägare hundratals mil via de kanadensiska vattendragen (de så kallade "Voyageurs"), samt medtogs även av ingenjör Andrée på hans polarexpedition 1897. Med något andra råvaror, som oxkött istället för buffelkött, användes pemmikan av många polarexpeditioner under 1800-talet och 1900-talet.

## Etymologi
I svenska språket finns ordet belagt sedan 1855. Ordet är närmast hämtat från engelskans pemmican, dit den kommit från cree-indianernas pimikan. Ordet är ursprungligen en avledning av cree-ordet pimiy, ('flott', 'fett').